# جنت مارگولین
جَنِت مارگولین (انگلیسی: Janet Margolin; ۲۵ ژوئیهٔ ۱۹۴۳ – ۱۷ دسامبر ۱۹۹۳) هنرپیشه اهل آمریکا بود.
از فیلم‌ها یا برنامه‌های تلویزیونی که وی در آن نقش داشته‌است می‌توان به آنی هال، شکارچیان روح ۲، دیوید و لیسا و پول را بردار و فرار کن اشاره کرد.